# Brendon Ryan Barrett
Brendon Ryan Barrett (* 5. August 1986 in Roseville, Kalifornien, USA) ist ein US-amerikanischer Film- und Theaterschauspieler sowie Stepptänzer.

## Leben
Barrett wuchs als jüngstes von zwei Geschwistern im kalifornischen Folsom auf. Seine Schwester, Caitlin, ist ebenfalls Schauspielerin.
Der Jungdarsteller gab sein Filmdebüt 1995 im Drama „Geraubte Unschuld“ an der Seite von Tracey Gold, er steht seitdem in vielen namhaften TV- und Kinoproduktionen vor der Filmkamera.
Neben seiner Arbeit als Schauspieler hat Barrett auch die Tanzakademie von Folsom besucht, wo er zum Stepptänzer ausgebildet wurde. Bei einem 1996 abgehaltenen Wettbewerb errang er sogar den 2. Platz.
Barrett, der ein guter Freund von Jonathan Taylor Thomas ist, stand auch in einigen Theaterproduktionen auf der Bühne, darunter 1996 in „Der Nussknacker“.

## Filmografie

### Fernsehserien
- 1997: Ein Pastor startet durch (Soul Man)
- 1998: Ein Hauch von Himmel (Touched by an Angel)
- 1999: Caroline in the City
- 1999: Ein Zwilling kommt selten allein (Two of a Kind)
- 2000: King of Queens (S2E21: Big Dougie)

### Spielfilme
- 1995: Geraubte Unschuld (Stolen Innocence)
- 1997: Casper – Wie alles begann (Casper: A Spirited Beginning)
- 1998: Enter the Hitman (Logan’s War: Bound by Honor)
- 1999: Future Kids – Jäger des verlorenen Goldes (Durango Kids)
- 2000: Boys, Girls & a Kiss (Boys and Girls)
- 2001: Lloyd, der kleine Zaubermeister (Lloyd)

## Auszeichnung
Barrett war 1999 für seine Darstellung in „Enter the Hitman“ für den Young Artist Award nominiert.